# ピンポン外交
ピンポン外交（ぴんぽんがいこう、乒乓外交）とは、1971年（昭和46年）に日本の愛知県名古屋市で行われた第31回世界卓球選手権に、中華人民共和国（中国）が6年ぶりに出場し、大会終了後に中国がアメリカ合衆国など欧米の卓球選手を自国に招待したことを嚆矢とする米中間を中心とした一連の外交をいう。これにより朝鮮戦争での交戦以来敵対してきた米中関係の緊張緩和が実現、同年7月にヘンリー・キッシンジャー大統領補佐官が極秘に訪中、1972年2月には、リチャード・ニクソン大統領の訪中につながった。また日中国交正常化にもつながった。
ピンポン外交の舞台となった名古屋市には、2005年9月末、中国領事館が開設された。

## 概要
1970年代まで、中華人民共和国は中華民国と「中国を代表する国家」の正統性を争っていた。また1960年はじめからの中ソ対立によってソ連との友好関係も崩れつつあった。1971年の「ピンポン外交」を経て、72年にニクソン大統領の中国訪問が実現し、中華人民共和国は100を越える国々と国交を結んだ。
2008年に胡錦濤国家主席が福原愛と早稲田大学で卓球をするなど、卓球を通じた外交は現代でも行われている。

## 背景
1970年9月末、日中文化交流協会代表団の一員として周恩来に招待された荻村伊智朗は、ピンポン外交を提案した。また1971年にはロイ・エバンズ国際卓球連盟会長も欧米の選手を中国に招くことを周恩来に提案した。
1971年、中華人民共和国は同年3月28日から4月7日まで日本で開催される第31回世界卓球選手権への参加を表明。毛沢東が参加を承認し、1961年から1965年まで3大会連続で団体優勝し、1965年の第28回世界卓球選手権では個人団体7種目中、5種目で優勝した後、文化大革命以来2大会連続で不参加だった中華人民共和国の卓球チームが6年ぶりに世界の舞台に立った。
これは当時の日本卓球協会会長、アジア卓球連盟会長、愛知工業大学学長だった後藤鉀二が地元名古屋での大会を世界一のものとするべく、親中国共産党で知られた西園寺公一日本中国文化交流協会常務理事らと協議し、中華人民共和国側が望む形での「二つの中国」の問題解決に必要な処置（中華民国をアジア卓球連盟から除名）を取ることを決断、1971年1月下旬から2月にかけて、後藤と森武日本卓球協会理事、村岡久平日中文化交流協会事務局長が、直接中華人民共和国に渡り周恩来と交渉を行なった結果であった。
こうした動きに対して親中華民国派の代議士・石井光次郎が会長を務める日本体育協会や文部省からのクレーム、右翼からの脅迫などの反応が見られた。訪中した後藤は、アジア卓球連盟から台湾を排除するか、後藤がアジア卓球連盟会長を辞任すること、日本社会党が1958年に示した「日中の政治三原則」（「中華人民共和国を敵視する政策をとらない」、「『二つの中国』をつくる『陰謀』に加わらない」、「中日両国の国交正常化を妨害しない」）という草案を提示、中華人民共和国側の草案には「台湾（中華民国）は中国の一つの省に過ぎない」という内容や、中華民国総統の蔣介石の名前が入っていたことから交渉は難航、最終的に周恩来の指示により、中華人民共和国側が折れて2月1日に中華人民共和国が参加する「会談紀要（覚書）」の調印がなされた。後藤は2月7日にシンガポールで行なわれたアジア卓球連盟総会で「中国加入・台湾排除」（中華民国は、14年前にランガ・ラマヌジャン会長時代に加盟した）を提案したが、韓国やマレーシアなどの反対にあい、会長を辞任した。
日本はアジア卓球連盟を脱退し、その後中華人民共和国などとともに、1972年5月にアジア卓球連合を創設した。なお後藤はその4ヶ月前に心臓病で亡くなった。

## 1971年4月
3月に中国チームは来日、愛知県体育館周辺には厳戒態勢がしかれ、中華人民共和国チームだけ他国とは別のホテルが割り当てられた。4月4日、会場の愛知県体育館へ向う際にアメリカ合衆国のグレン・コーワンがバスを乗り間違えて中華人民共和国選手団のバスに乗りこんだという逸話がある。当時中国選手にはアメリカの選手とだけは接触していけないという鉄の規律があり、外国人と接した場合にはスパイ扱いされる時代であったが、中国のエースである荘則棟はチームメートから反対されたにもかかわらず参加前に周恩来総理から「友好第一、試合第二」という言葉を受けたことを思い出し「アメリカの選手と中国の人民は友だちです」と言って握手をして杭州製錦織（西湖の風景が描かれていた）をお土産として贈ったという。この行為は2人のアスリートによる純粋で自発的なものだったが、中華人民共和国はこれを外交的なカードとして利用することになった。
会場に到着したバスは報道陣に囲まれ、この出来事は大きく取り上げられた。アメリカ代表のハリソン副団長からアメリカチームを中国に招待してほしいという申し出があり、荘はそれを外交部に伝えた。中華人民共和国外交部は時期尚早と判断し、周恩来もそれに同調したが、毛沢東主席の鶴の一声により、アメリカ卓球チームの中国への招待が実現した。
1971年4月7日、世界卓球選手権は閉会。同年4月10日、1949年に中国共産党による中国大陸制圧後初めて米国人が中国を公式訪問、その後パキスタンを通じた外交交渉の結果、ヘンリー・キッシンジャーが内密に中国を訪問するなどし、1972年2月にはリチャード・ニクソンが中国を訪問した際に人民大会堂で開かれたパーティーでは荘則棟が周恩来から大統領に紹介された。ピンポン外交により中華人民共和国とアメリカが国交を結ぶまでに中華人民共和国と国交を持っていたのはわずか32カ国であったが、その後1年の間に100カ国以上が中華人民共和国と国交を結んだ。
なおこの日、当時報道副委員長を務めていた長坂亘通は、元卓球アメリカ代表選手だった新聞記者から「今日は面白いことが起きるぞ」とささやかれていた。

## アメリカ人選手の反応
ある選手は記者のインタビューに答えて、中国人はそれほどアメリカ人と変わらないと述べている。
彼らは本当に僕らと同じさ。現にそこにいるんだし、純粋で、情緒的でもある。向こうで友達もできた。ほんとうの友達なんだよ。アメリカという国ともそっくりだけど、まだ結構違うかな。でも美しい国さ。万里の長城に囲まれた平野。古くからの宮殿もあれば、庭園や大きな川もある。あらゆる動物がいるんだよ。北と南では違いがあるけど、彼らは一体感を持ってる。毛沢東主義だって本当に信じているんだ

## その他のピンポン外交
荻村伊智朗が国際卓球連盟会長を務めていた1991年の第41回世界卓球選手権千葉大会（幕張メッセ）では、ソビエト連邦からの独立運動と並行して、バルト三国の卓球協会は、1989年より国際卓球連盟に加盟申請を提出、同様の申請はIOCや世界水泳連盟では却下されたが、特にラトビア、リトアニアはソ連への併合前、世界卓球選手権大会出場していたこともあり、他の競技に先駆けて加盟を承認する動きもあったが、ソ連の強い反対により、総会での決議は断念、検討事項とされた。
30回以上朝鮮半島を訪れた荻村の尽力により、1991年の世界選手権では、南北朝鮮が分断後初めて統一チームを結成して出場することが、同年2月の南北スポーツ会談で合意された。統一コリアチーム（白地に空色で朝鮮半島をあしらった統一旗で出場）として出場、女子団体では9連覇を狙った中国女子を破り優勝を果たした。韓国と北朝鮮は、2011年11月に国際平和を目的として行われた親善大会「ピース・アンド・スポーツカップ」でも統一チームとして出場した。この大会では南北朝鮮以外にも緊張状態にあるインドとパキスタンの選手もダブルスでペアを組んで出場した。男子ダブルスで韓国の柳承敏、北朝鮮のキム・ヒョクボンが優勝、女子ダブルスで韓国の金暻娥、北朝鮮のキム・ヘソンが準優勝した大会について、アダム・シャララ国際卓球連盟会長は、「ピンポン外交」が次の時代に入ったとコメントしている。またチャイナ・デイリーは、20年ぶりに南北朝鮮の単一チームが実現したことについて、「このような『ピンポン外交』が北南朝鮮をより近づける」と報道した。
荻村は、中国とインドネシア両国の国交正常化についても7年間に渡って仲介役を務めた。

## 関連書籍
- 銭江、翻訳:神崎勇夫『米中外交秘録―ピンポン外交始末記』（東方書店、1988年4月）ISBN 978-4-497-88226-4

## 関連記事
- 東京新聞2021年5月31日夕刊一面で取り上げられた。中国代表団秘書の外交官、江培柱の回顧録などにふれており、米中間の機密通信で、コードブックに、愛知大編纂の中日大辞典が使われ、文字をピックアップするスタイルの暗号通信が行われた、などと報じている。